# وارنگاو
وارنگاو (به آلمانی: Warngau) یک شهر در آلمان است که در بایرن واقع شده‌است.

## خصوصیات
وارنگاو ۵۱٫۲۸ کیلومترمربع مساحت دارد ۷۴۴ متر بالاتر از سطح دریا واقع شده‌است.